# NGC 5888
NGC 5888 is een balkspiraalstelsel in het sterrenbeeld Ossenhoeder. Het hemelobject werd op 9 april 1787 ontdekt door de Duits-Britse astronoom William Herschel.

## Synoniemen
- UGC 9771
- MCG 7-31-38
- ZWG 221.37
- PGC 54316